# Censo costarricense de 2000
El IX Censo Nacional de Población y V Censo Nacional de Vivienda de Costa Rica se efectuó desde el 28 de junio hasta el 1 de julio del año 2000, y fue llevado a cabo por el Instituto Nacional de Estadística y Censos (INEC). Ante un largo período sin elaboración de un censo (16 años, el último había sido en 1984), las expectativas por la realización del censo 2000 eran grandes y al final el mismo demostró un cambio demográfico importante en el país. La población total del país según el censo 2000 alcanzó la cifra de 3,810,179 habitantes.

## Resultados
| Provincia  | Cantón              | Población en censo de 2000 | Población en censo de 1984 | Variación | Variación porcentual |
| ---------- | ------------------- | -------------------------- | -------------------------- | --------- | -------------------- |
| San José   | San José            | 309 672                    | 241 464                    | 68 208    | 28.25%               |
| San José   | Escazú              | 52 372                     | 33 101                     | 19 271    | 58.22%               |
| San José   | Desamparados        | 193 478                    | 108 824                    | 84 654    | 77.79%               |
| San José   | Puriscal            | 29 407                     | 23 123                     | 6284      | 27.18%               |
| San José   | Tarrazú             | 14 160                     | 8845                       | 5315      | 60.09%               |
| San José   | Aserrí              | 49 319                     | 30 588                     | 18 731    | 61.24%               |
| San José   | Mora                | 21 666                     | 12 584                     | 9082      | 72.17%               |
| San José   | Goicoechea          | 117 532                    | 79 931                     | 37 601    | 47.04%               |
| San José   | Santa Ana           | 34 507                     | 19 605                     | 14 902    | 76.01%               |
| San José   | Alajuelita          | 70 297                     | 31 390                     | 38 907    | 123.95%              |
| San José   | Vázquez de Coronado | 55 585                     | 24 514                     | 31 071    | 126.75%              |
| San José   | Acosta              | 18 661                     | 14 853                     | 3808      | 25.64%               |
| San José   | Tibás               | 72 074                     | 57 693                     | 14 381    | 24.93%               |
| San José   | Moravia             | 50 419                     | 33 038                     | 17 381    | 52.61%               |
| San José   | Montes de Oca       | 50 433                     | 39 065                     | 11 368    | 29.10%               |
| San José   | Turrubares          | 4877                       | 4471                       | 406       | 9.08%                |
| San José   | Dota                | 6519                       | 4934                       | 1585      | 32.12%               |
| San José   | Curridabat          | 60 889                     | 31 954                     | 28 935    | 90.55%               |
| San José   | Pérez Zeledón       | 122 187                    | 82 370                     | 39 817    | 48.34%               |
| San José   | León Cortés Castro  | 11 696                     | 8087                       | 3609      | 44.63%               |
| Alajuela   | Alajuela            | 222 853                    | 127 472                    | 95 381    | 74.83%               |
| Alajuela   | San Ramón           | 67 975                     | 39 963                     | 28 012    | 70.09%               |
| Alajuela   | Grecia              | 65 119                     | 38 361                     | 26 758    | 69.75%               |
| Alajuela   | San Mateo           | 5343                       | 3783                       | 1560      | 41.24%               |
| Alajuela   | Atenas              | 22 479                     | 15 011                     | 7468      | 49.75%               |
| Alajuela   | Naranjo             | 37 602                     | 23 588                     | 14 014    | 59.41%               |
| Alajuela   | Palmares            | 29 766                     | 17 815                     | 11 951    | 67.08%               |
| Alajuela   | Poás                | 24 764                     | 13 939                     | 10 825    | 77.66%               |
| Alajuela   | Orotina             | 15 705                     | 10 494                     | 5211      | 49.66%               |
| Alajuela   | San Carlos          | 127 140                    | 75 576                     | 51 564    | 68.23%               |
| Alajuela   | Zarcero             | 10 845                     | 7005                       | 3840      | 54.82%               |
| Alajuela   | Sarchí              | 16 239                     | 10 716                     | 5523      | 51.54%               |
| Alajuela   | Upala               | 37 679                     | 26 061                     | 11 618    | 44.58%               |
| Alajuela   | Los Chiles          | 19 732                     | 11 404                     | 8328      | 73.03%               |
| Alajuela   | Guatuso             | 13 045                     | 6774                       | 6271      | 92.57%               |
| Cartago    | Cartago             | 132 057                    | 87 125                     | 44 932    | 51.57%               |
| Cartago    | Paraíso             | 52 393                     | 27 823                     | 24 570    | 88.31%               |
| Cartago    | La Unión            | 80 279                     | 41 005                     | 39 274    | 95.78%               |
| Cartago    | Jiménez             | 14 046                     | 11 861                     | 2185      | 18.42%               |
| Cartago    | Turrialba           | 68 510                     | 50 567                     | 17 943    | 35.48%               |
| Cartago    | Alvarado            | 12 290                     | 8338                       | 3952      | 47.40%               |
| Cartago    | Oreamuno            | 39 032                     | 24 145                     | 14 887    | 61.66%               |
| Cartago    | El Guarco           | 33 788                     | 20 807                     | 12 981    | 62.39%               |
| Heredia    | Heredia             | 103 894                    | 54 896                     | 48 998    | 89.26%               |
| Heredia    | Barva               | 32 440                     | 18 933                     | 13 507    | 71.34%               |
| Heredia    | Santo Domingo       | 34 748                     | 23 985                     | 10 763    | 44.87%               |
| Heredia    | Santa Bárbara       | 29 181                     | 16 643                     | 12 538    | 75.33%               |
| Heredia    | San Rafael          | 37 293                     | 22 871                     | 14 422    | 63.06%               |
| Heredia    | San Isidro          | 16 056                     | 8528                       | 7528      | 88.27%               |
| Heredia    | Belén               | 19 834                     | 11 993                     | 7841      | 65.38%               |
| Heredia    | Flores              | 15 038                     | 9015                       | 6023      | 66.81%               |
| Heredia    | San Pablo           | 20 813                     | 11 802                     | 9011      | 76.35%               |
| Heredia    | Sarapiquí           | 45 435                     | 18 909                     | 26 526    | 140.28%              |
| Guanacaste | Liberia             | 46 703                     | 28 067                     | 18 636    | 66.40%               |
| Guanacaste | Nicoya              | 42 189                     | 36 626                     | 5563      | 15.19%               |
| Guanacaste | Santa Cruz          | 40 821                     | 31 133                     | 9688      | 31.12%               |
| Guanacaste | Bagaces             | 15 972                     | 10 103                     | 5869      | 58.09%               |
| Guanacaste | Carrillo            | 27 306                     | 18 475                     | 8831      | 47.80%               |
| Guanacaste | Cañas               | 24 076                     | 17 284                     | 6792      | 39.30%               |
| Guanacaste | Abangares           | 16 276                     | 12 575                     | 3701      | 29.43%               |
| Guanacaste | Tilarán             | 17 871                     | 14 586                     | 3285      | 22.52%               |
| Guanacaste | Nandayure           | 9985                       | 9604                       | 381       | 3.97%                |
| Guanacaste | La Cruz             | 16 505                     | 10 876                     | 5629      | 51.76%               |
| Guanacaste | Hojancha            | 6534                       | 5879                       | 655       | 11.14%               |
| Puntarenas | Puntarenas          | 102 504                    | 74 135                     | 28 369    | 38.27%               |
| Puntarenas | Esparza             | 23 963                     | 14 998                     | 8965      | 59.77%               |
| Puntarenas | Buenos Aires        | 40 139                     | 27 716                     | 12 423    | 44.82%               |
| Puntarenas | Montes de Oro       | 11 159                     | 7444                       | 3715      | 49.91%               |
| Puntarenas | Osa                 | 25 861                     | 26 294                     | −433      | -1.65%               |
| Puntarenas | Quepos              | 20 188                     | 13 319                     | 6869      | 51.57%               |
| Puntarenas | Golfito             | 33 823                     | 29 043                     | 4780      | 16.46%               |
| Puntarenas | Coto Brus           | 40 082                     | 31 650                     | 8432      | 26.64%               |
| Puntarenas | Parrita             | 12 112                     | 9774                       | 2338      | 23.92%               |
| Puntarenas | Corredores          | 37 274                     | 28 366                     | 8908      | 31.40%               |
| Puntarenas | Garabito            | 10 378                     | 3144                       | 7234      | 230.09%              |
| Limón      | Limón               | 89 933                     | 52 602                     | 37 331    | 70.97%               |
| Limón      | Pococí              | 103 121                    | 44 187                     | 58 934    | 133.37%              |
| Limón      | Siquirres           | 52 409                     | 29 079                     | 23 330    | 80.23%               |
| Limón      | Talamanca           | 25 857                     | 11 013                     | 14 844    | 134.79%              |
| Limón      | Matina              | 33 096                     | 14 723                     | 18 373    | 124.79%              |
| Limón      | Guácimo             | 34 879                     | 16 472                     | 18 407    | 111.75%              |